# برنده پایان بازی نفت
برنده پایان بازی نفت: نوآوری برای سود، مشاغل و امنیت، کتابی است که در سال ۲۰۰۵ توسط آموری لووینز، کایل داتا، جاناتان کومی و ناتان جی گلاسگو نوشته شده و توسط مؤسسه راکی منتشر شده‌است. این یک تحلیل مستقل و فرضی از چهار روش برای کاهش وابستگی به نفت در ایالات متحده ارائه می‌دهد:
- استفاده از نفت با کارایی بیشتری از طریق فناوری‌های هوشمندتری انجام می‌شود که خدمات بیشتری (و اغلب بهتر) از نفت کمتر ایجاد می‌کنند. (۱۰۲–۲۹)
- جایگزینی برای سوخت‌های نفتی مایعات دیگر ساخته شده از زیست توده یا زباله‌ها (۱۱۱–۱۰۳)
- جایگزینی گاز طبیعی ذخیره شده برای نفت در مواردی که قابل تعویض هستند، مانند کوره‌ها و دیگهای بخار (۱۲۲–۱۱۱)
- جایگزینی نفت با هیدروژن حاصل از منابع غیرنفتی (۲۴۲–۲۲۸)

## مشکلات و راه حل‌ها
نویسندگان توضیح می‌دهند که مشکلات وابستگی به نفت قابل کنترل است و این مسئله را نشان می‌دهد که وابستگی نفت مشکلی است که دیگر نیازی به آن نداریم. راه حلهای پیشنهادی برای وابستگی به نفت سودآور است و وابستگی نفتی ایالات متحده را می‌توان با فناوری‌های اثبات شده و جذاب که ثروت ایجاد می‌کنند، باعث افزایش انتخاب و تقویت امنیت مشترک می‌شوند. نویسندگان استدلال می‌کنند که آمریکا می‌تواند جهان را به دوران پس از نفت منتقل کند و اقتصادی پر جنب و جوش ایجاد کند.

## بررسی‌ها
وال استریت ژورنال این کتاب را با عنوان "شاید دقیق‌ترین و مطمئناً چشمگیرترین تجزیه و تحلیل آنچه را که برای ما از نفت خارجی خواهد برد … انجام شده توسط موسسه راکی ،" یک مرکز محترم از تحقیقات سرسختانه و مبتنی بر بازار است. "

## نویسنده
آموری لووینز تاکنون ۲۸ کتاب و صدها مقاله منتشر کرده‌است. کار او با دریافت جایزه زیست صحیح، زندگی اولیس، نیسان، شینگو و میچل، یک بورس مک آرتور، نشان هاپولد، هشت دکترای افتخاری و هاینز، لیندبرگ، فناوری جهانی و قهرمانان جوایز سیاره شناخته شده‌است. لووینز همچنین به عنوان مشاور بسیاری از شرکت‌های فرچون ۵۰۰ شناخته شده‌است.